# Granja – Carrera 77 (estación)
La estación intermedia Granja – Carrera 77 hace parte del sistema de transporte masivo de Bogotá llamado TransMilenio, el cual fue inaugurado en el año 2000.

## Ubicación
La estación está ubicada en el noroccidente de la ciudad, más específicamente en la Avenida Medellín entre carreras 77 y 81. Se accede a ella a través de un puente peatonal ubicado sobre la Carrera 77 y a través de un cruce semaforizado ubicado sobre la Carrera 81. Es, junto con la estación Polo - FINCOMERCIO, las únicas con dos puntos de acceso en toda la troncal Calle 80, además de ser la más importante de la troncal y la más amplia (longitudinalmente) de su tipo en toda la ciudad: entre los dos accesos tiene una longitud de 0,40 kilómetros.
Atiende la demanda de los barrios La Granja, Autopista Medellín y sus alrededores.
En las cercanías están el Instituto Superior Cooperativo, la Iglesia Santa María de los Siervos y el Humedal Santa María del Lago.

## Origen del nombre
La estación recibe su nombre de la Carrera 77, vía por la que se accede a la estación por el oriente, y del barrio La Granja ubicado en el costado sur.

## Historia
En el año 2000 fue inaugurada la fase I del sistema TransMilenio, desde el Portal 80, hasta la estación Tercer Milenio, incluyendo las estaciones Carrera 77 y Granja, que funcionaban por separado.
Originalmente, la estación Granja era sencilla, quedando ahora en el sector occidental. Por su parte, la estación Carrera 77 en la zona oriental fue construida para ser estación intermedia. Luego de la fusión en el año 2010 la estación se renombra como Granja – Carrera 77.
Las estaciones Carrera 77 y Granja, inauguradas el 17 de diciembre de 2000, se fusionaron a partir del 2 de noviembre de 2010 luego de una obra en la que se construyó un vagón intermedio para atender la alta demanda de usuarios en la estación Carrera 77. Al ver que la estación Granja estaba muy próxima, se optó por añadir una conexión entre las dos y unirlas. En el tercer vagón cuenta con puertas corredizas para el servicio de biarticulado igual que la estación Escuela Militar.

## Servicios de la estación

### Servicios troncales
| Tipo                                            | Rutas al Norte | Rutas al Noroccidente | Rutas al Sur |
| ----------------------------------------------- | -------------- | --------------------- | ------------ |
| Ruta fácil                                      |                | 6                     | 6            |
| Expresos todos los días todo el día             | B10            | D10 D22               | G22          |
| Expresos lunes a sábado todo el día             |                | D20 D21 D24           | H20 H21 J24  |
| Expresos lunes a viernes hora pico de la mañana | B55            |                       |              |
| Expresos lunes a viernes hora pico de la tarde  |                | D55                   |              |

### Esquema
|             |                       |                       |         |            |         | Carrera 77 |
| 5-15-3      | Llegada alimentadores | Llegada alimentadores |         | Puente     |         |            |
| ← Occidente |                       |                       |         | Puente     |         |            |
| Carrera 81  | D10D20D22             | D21D24                | D55     | Puente     | 6       |            |
|             | Vagón 4               | Vagón 3               | Vagón 2 | Puente     | Vagón 1 |            |
| Carrera 81  | B10H20J24             | G22H21                | B55     | Puente     | 6       |            |
| Oriente →   |                       |                       |         | Puente     |         |            |
|             |                       |                       |         |            |         |            |
| 5-4         | Llegada alimentadores | Llegada alimentadores |         | Carrera 77 |         |            |
| ← Occidente |                       |                       |         |            |         |            |

### Servicios alimentadores
Asimismo funcionan las siguientes rutas alimentadoras:
- 5-1 circular al barrio Suba - Rincón
- 5-3 circular a los barrios Serena - Cerezos
- 5-4 circular al barrio Florida

La ruta 5.2 circular a los barrios Aures - Villamaría fue reubicada a la estación Avenida Cali y la 5.8 circular a los barrios Suba - Compartir fue reubicadas el 29 de abril de 2006 al Portal Suba.

### Servicios urbanos
Así mismo funciona la siguiente ruta urbana del SITP en los costados externos a la estación, circulando por los carriles de tráfico mixto sobre la Calle 80, con posibilidad de trasbordo usando la tarjeta TuLlave:
| Código | Sector                     | Dirección      | Rutas |
| ------ | -------------------------- | -------------- | ----- |
| 414A04 | D Estación Granja - Cr. 77 | AC 80 - KR 77  | T21   |
| 413A04 | D Estación Granja - Cr. 77 | AC 80 - KR 80A | T21   |
| 425A04 | D Estación Granja - Cr. 77 | AC 80 - TV 80A | T21   |

## Ubicación geográfica
| Noroeste: Engativá    | Norte: C 21 Ángeles | Nordeste: Engativá     |
| Oeste: D Avenida Cali |                     | Este: D Minuto de Dios |
| Suroeste: Engativá    | Sur: K Modelia      | Sureste: Engativá      |